# Biotechnica
|  | Dieser Artikel wurde aufgrund von formalen oder inhaltlichen Mängeln in der Qualitätssicherung Biologie zur Verbesserung eingetragen. Dies geschieht, um die Qualität der Biologie-Artikel auf ein akzeptables Niveau zu bringen. Bitte hilf mit, diesen Artikel zu verbessern! Artikel, die nicht signifikant verbessert werden, können gegebenenfalls gelöscht werden. Lies dazu auch die näheren Informationen in den Mindestanforderungen an Biologie-Artikel. |

Die Biotechnica  (Eigenschreibweise: BIOTECHNICA) ist eine Messe für Biotechnologie und Life Sciences. Sie findet auf dem Messegelände Hannover statt, Veranstalter ist die Deutsche Messe AG.
Die Biotechnica findet seit 1985 in Hannover statt. Die bis 2010 jährlich stattfindende Messe wird ab 2011 alle zwei Jahre veranstaltet.
Auf der Biotechnica wird aus folgenden Schwerpunktbereichen ausgestellt:
- Biotechnik
- Labortechnik
- Dienstleistungen
- Technologietransfer

Die Messe wurde 2010 bei etwa 500 Ausstellern von 9.500 Besuchern aus 40 Nationen besucht. 2011 gab es ein deutliches Aussteller- und Besucherplus. Insgesamt präsentierten 618 Aussteller aus 28 Nationen ihre Neuheiten und 11.000 Besucher kamen zum größten europäischen Biotechnikevent in Hannover.